# Slaget ved Boyne
I Slaget ved Boyne 12. juli 1690 i Nordirland besejrede Vilhelm af Oraniens protestantiske hær den afsatte Jakob 2.s katolikker.

## Dansk/norsk deltagelse
På grund af en aftale mellem Vilhelm og den dansk-norske kong Christian 5. skulle Danmark-Norge sende et korps, som stod under engelsk kommando for at hjælpe mod Jacob 2.s katolske og franske styrker.
Dette korps var en blanding af nordmænd og danskere og bestod af 7102 mand og 1719 heste, hvoraf en del gik tabt i en storm i Nordsøen.
| Militær | Spire Denne artikel om militær er en spire som bør udbygges. Du er velkommen til at hjælpe Wikipedia ved at udvide den. |

53°43′23″N 6°25′25″V / 53.7231°N 6.4236°V